# Claude Brény
Claude Brény (* 10. Januar 1932 in Givonne) ist ein ehemaliger französischer Fußballspieler und -trainer.

## Spielerkarriere
Brény gehörte im Verlauf der Saison 1952/53 der Mannschaft der UA Sedan-Torcy an, die sich durch den Gewinn der französischen Amateurmeisterschaft für die zweite Liga qualifizierte und damit den Sprung in den Profifußball schaffte. Von Sommer 1953 an lief der 178 Zentimeter große Stürmer dementsprechend in der Zweitklassigkeit auf, wobei der damals 21-Jährige zu einer Zeit, in der Ein- und Auswechslungen noch nicht möglich waren, direkt als Stammspieler Verantwortung übernehmen durfte. Dies rechtfertigte er in seinen ersten beiden Profijahren mit 16 bzw. 17 Treffern, wodurch er zugleich seinen Beitrag zum Erstligaaufstieg im Jahr 1955 leistete.
In der höchsten französischen Spielklasse behielt er seinen festen Platz im Angriff bei, auch wenn er 1955/56 mit acht Toren nicht derart glänzen konnte wie zuvor; allerdings war er im nationalen Pokal viermal erfolgreich und war so am Finaleinzug seines Teams beteiligt. Im Endspiel 1956 stand er auf dem Platz und konnte durch einen 3:1-Erfolg gegen die AS Troyes-Savinienne den Titelgewinn verbuchen, auch wenn er selbst nicht das Tor traf. In der Liga konnte sich Sedan-Torcy etablieren und ähnlich ging es Brény persönlich, der in den späten 1950er-Jahren pro Spielzeit rund zehn Torerfolge erreichte; eine Platzierung unter den besten Torschützen der Saison brachte ihm dies jedoch nie ein. 1961 nahm er zum zweiten Mal an einem Pokalfinale teil; es bedeutete dank eines 3:1-Sieges gegen Olympique Nîmes seinen zweiten Titel im Wettbewerb, wobei er anders als fünf Jahre zuvor selbst einen der Treffer beisteuerte. 
Zwar durfte der Spieler in der Saison 1961/62 auf europäischem Rasen debütieren, doch endete die Teilnahme am Europapokal der Landesmeister bereits nach der ersten Runde. Mit dem dritten Tabellenrang im Jahr 1963 erreichte er zudem seine beste Platzierung im Kampf um die französische Meisterschaft. In der Spielzeit 1963/64 wurde der damals 31-Jährige Profi weitgehend aus der ersten Elf verdrängt und kam nicht mehr über sporadische Einsätze hinaus. Dies setzte sich anschließend zunächst fort, sodass er das Pokalfinale 1965 verpasste und eine 1:3-Niederlage seiner Kameraden gegen Stade Rennes ohne eigene Beteiligung hinnehmen musste. Danach schaffte Brény noch einmal die Rückkehr ins Team und stellte mit 13 Treffern im Verlauf der Saison 1965/66 sogar seine persönliche Bestmarke in der ersten Liga auf. 1966 beendete der damals 34-Jährige Offensivspieler nach 285 Erstligapartien mit 90 Toren sowie 59 Zweitligapartien mit 33 Toren seine Laufbahn, die er ausschließlich im Trikot von Sedan-Torcy absolviert hatte. Seine 90 Tore machen ihn zum erfolgreichsten Erstligatorschützen seines Vereins.

## Trainerkarriere
1975 übernahm Brény bei seinem mittlerweile in CS Sedan-Mouzon umbenannten Ex-Verein die Verantwortung als Trainer. Er schaffte es nicht, ihn in der zweiten Liga zu halten, sondern musste trotz Punktgleichheit mit Stade Brest den Abstieg hinnehmen. Ein weiteres Traineramt im Profifußball führte der frühere Spieler danach nicht mehr.